# John David Carson
John David Carson (Los Angeles, 6 maart 1952 – Las Vegas, 27 oktober 2009) was een Amerikaanse acteur.

## Biografie
Carson was van Ierse en Cherokee afkomst. Hij werd geboren in Los Angeles op 6 maart 1952 als zoon van westernacteur Eldridge "Kit" Carson en Rosemonde James. Hij studeerde aan Los Angeles Valley College, waar hij in 1969 een hoofdrol speelde in een productie van The Taming Of The Shrew.
Toen hij in Hollywood terechtkwam had hij al verschillende traumatische gebeurtenissen meegemaakt: zijn ouders waren uit elkaar en hij was betrokken geweest bij een ernstig motorongeluk waardoor hij bijna volledig doof was geworden aan één oor.
Hij trouwde met Vicki Morgan in 1976, de twee scheidden het jaar daarop. Zijn tweede huwelijk uit 1981 met Colette Trygg eindigde eveneens in een scheiding in 1993. In 2007 trouwde Carson met zijn derde vrouw, Diana. Dit huwelijk hield stand tot zijn dood. Hij had twee stiefdochters, Amber en Alana, uit het vorige huwelijk van zijn vrouw.
Carson overleed op 27 oktober 2009 in Las Vegas op 57-jarige leeftijd aan de gevolgen van lymfeklierkanker.

## Carrière
Carson begon zijn carrière op jonge leeftijd in televisiereclames en als stemacteur voor tekenfilms van Hanna-Barbera. Zijn eerste opdracht was de stem van "Dino Boy/Todd" in 18 afleveringen van Space Ghost van 1966 tot 1968 onder de naam Johnny Carson. Bij de start van zijn Hollywood-carrière raakte hij meteen verwikkeld in een dispuut met televisiepresentator Johnny Carson over het gebruik van hun gedeelde naam. Hij ging van dan af door het leven als John David Carson.
Carsons eerste speelfilm was Pretty Maids All in a Row uit 1971 met Rock Hudson en Angie Dickinson, waarin hij een nerdy en seksueel onervaren jongeman speelt. In The Day of the Dolphin uit 1973 speelde hij naast George C. Scott en een jaar later acteerde hij opnieuw tegenover Scott in The Savage Is Loose. Een andere opmerkelijke rol was in de film Stay Hungry uit 1976, naast Arnold Schwarzenegger, Jeff Bridges en Sally Field.
Carson was als gastacteur te zien in veel televisieproducties, waaronder Hawaii Five-O, Charlie's Angels, Murder She Wrote en Falcon Crest, een primetime soapserie.
Hij verscheen in verschillende B-films zoals Empire of the Ants, een bewerking van een H.G. Wells-verhaal over gigantische mensenetende mieren, Creature from Black Lake, Charge of the Model T's en The Fifth Floor. 
Carson bleef acteren in kleine rollen tot 1990 toen hij verscheen in de Julia Roberts-hit Pretty Woman, wat zijn laatste rolvermelding is.